# جورج فريدريك ستيل
السير جورج فريدريك ستيل (بالإنجليزية: George Frederic Still)‏ (27 فبراير 1868 – 28 يونيو 1941) هو طبيب أطفال بريطاني ألف عددا من الكتب الطبية واشتهر بأنه أول من وصف نوعا من أنواع الالتهاب المفصلي الروماتويدي اليفعي وكذلك وصف نفخة ستيل التي تحمل اسمه، كما إنه أول من وصف اضطراب نقص الانتباه مع فرط النشاط. يطلق عليه لقب «أبو طب الأطفال البريطاني».

## حياته
ولد السير جورج فريدريك ستيل في 27 فبراير 1868 في هايبوري [الإنجليزية] في لندن، وكان ثاني طفل ولد للسيد جورج ستيل وزوجته أليزا ستيل (ولدت باسم أليزا أندور) من بين 12 طفلا. وقد حمل اسم «فريديريك» لتمييزه عن والده. لاحقا صار أكبر أطفالهم والولد الوحيد الذي عاش حتى البلوغ.

## الخلفية العلمية
في عام 1897، وصف في رسالة الدكتوراه نوعا من أنواع التهاب المفاصل في الأطفال سمي لاحقا باسم داء ستيل. كما إنه أول من وصف اضطراب نقص الانتباه مع فرط النشاط، إضافة لأمراض وحالات تحمل اسمه مثل نفخة ستيل وطفح ستيل.
ومن هواياته أنه كان يحب قراءة الأعمال القديمة بلغاتها الأصلية، فلقد كان متقنا للغات اليونانية والعربية والعبرية واللاتينية. أما من جانب الاختصاص فقد كان طبيبا وقد كرس حياته لأجل طب الأطفال، وقد كتب بغزارة حول طب الأطفال، كما عمل أمينا لنادي الأطفال السريري، وسعى لتحسين الواقع الصحي للأطفال.
حصل على لقب فارس عند تقاعده عام 1937.

## الوفاة
توفي في سالزبوري في عام 1941 عن عمر ناهز 73 عاما.